# Samoa vid världsmästerskapen i simsport 2024
Samoa tävlade vid världsmästerskapen i simsport 2024 i Doha i Qatar mellan den 2 och 18 februari 2024. Samoa hade en trupp på tre idrottare, varav en kvinna och två män.

## Tävlande per sport
Följande är en lista över antalet tävlande per sport.
| Sport   | Herrar | Damer | Totalt |
| ------- | ------ | ----- | ------ |
| Simning | 2      | 1     | 3      |
| Totalt  | 2      | 1     | 3      |

## Simning
Herrar
| Idrottare        | Gren            | Heat  | Heat      | Semifinal        | Semifinal        | Final            | Final            |
| Idrottare        | Gren            | Tid   | Placering | Tid              | Placering        | Tid              | Placering        |
| ---------------- | --------------- | ----- | --------- | ---------------- | ---------------- | ---------------- | ---------------- |
| Johann Stickland | 50 m frisim     | 23,75 | 56        | Gick inte vidare | Gick inte vidare | Gick inte vidare | Gick inte vidare |
| Johann Stickland | 100 m frisim    | 52,33 | 66        | Gick inte vidare | Gick inte vidare | Gick inte vidare | Gick inte vidare |
| Kokoro Frost     | 50 m fjärilsim  | 25,86 | 46        | Gick inte vidare | Gick inte vidare | Gick inte vidare | Gick inte vidare |
| Kokoro Frost     | 100 m fjärilsim | 59,75 | 59        | Gick inte vidare | Gick inte vidare | Gick inte vidare | Gick inte vidare |

Damer
| Idrottare   | Gren         | Heat    | Heat      | Semifinal        | Semifinal        | Final            | Final            |
| Idrottare   | Gren         | Tid     | Placering | Tid              | Placering        | Tid              | Placering        |
| ----------- | ------------ | ------- | --------- | ---------------- | ---------------- | ---------------- | ---------------- |
| Kaiya Brown | 50 m frisim  | 28,30   | 69        | Gick inte vidare | Gick inte vidare | Gick inte vidare | Gick inte vidare |
| Kaiya Brown | 100 m frisim | 1.02,84 | 63        | Gick inte vidare | Gick inte vidare | Gick inte vidare | Gick inte vidare |